# ロニー・ウォーカー
ロニー・ウォーカー4世（Lonnie Walker IV, 1998年12月14日 - ）は、アメリカ合衆国・ペンシルベニア州レディング出身のプロバスケットボール選手。ポジションはスモールフォワード、シューティングガード両方でプレイするスウィングマン。

## 経歴

### ハイスクール
ペンシルベニア州レディングのレディング校に入学し、27試合に出場して1試合平均8得点を記録した。次の2年生では負傷し、短いシーズンとなったが平均16.9点を記録した。3年生として29試合に出場し平均17.1得点を獲得した。在学中、平均18.4得点、通算1,828得点を記録し元NBAプレーヤーのドニエル・マーシャルの学校記録を上回った。
2017年1月にマクドナルド・オール・アメリカンに選出された 
。
2017年3月25日に母校の117年間の歴史の中で初の州選手権に導きパインリッチランドラムを 64-60で勝利させた。22得点、8リバウンド、4スティール、3アシストを記録した。シーズン中、ビラノバ大学、ケンタッキー大学、シラキュース大学、アリゾナ州立大学からのオファーを受けたが、マイアミ大学への進学を決断した。
| 氏名 | 出身                                                                            | 高校 / 大学     | 身長               | 体重           | コミット日     |
| --- | ------------------------------------------------------------------------------- | --------------- | ------------------ | -------------- | -------------- |
| Lonnie Walker SG | レディング                                                                      | Reading HS (PA) | 6 ft 5 in (1.96 m) | 192 lb (87 kg) | 2016年11月16日 |
| Lonnie Walker SG | リクルート スターレーティング: Scout: Rivals: 247Sports: ESPN: ESPNグレード: 93 |                 |                    |                |                |
| 全リクルート順位: Scout: #32 Rivals: #29 247Sports: #17 ESPN: #18 |                                                                                 |                 |                    |                |                |
| - 注意: 多くの場合、Scout、Rivals、247Sports、ESPNの間で身長、体重が一致しない可能性がある。 - これらの場合、平均をとっている。ESPNグレードは100ポイントスケールに基づいている。 出典: - “Miami 2017 Basketball Commitments”. Rivals.com. 2017年2月6日閲覧。 - “2017 Miami Basketball Commits”. Scout.com. 2017年2月6日閲覧。 - “2017 Miami Hurricanes Recruiting Class”. ESPN.com. 2017年2月6日閲覧。 - “Scout.com Team Recruiting Rankings”. Scout.com. 2017年2月6日閲覧。 - “2017 Team Ranking”. Rivals.com. 2017年2月6日閲覧。 - “2017 Miami 24/7 Sports Commits”. 247sports.com. 2017年2月6日閲覧。 |                                                                                 |                 |                    |                |                |

### カレッジ
2017年11月10日にマイアミ大学でベンチから、デビューを果たし、10ポイント、5アシストを記録し、ガードナーウェブ大学に77-45で勝利した。12月2日に12得点と5リバウンドの新たなキャリアハイを記録し、プリンストン大学に80-52と大勝した。ボストン大学戦での初勝利は、26得点7リバウンドを記録した。ルイビル大学戦では、オーバータイムに持ち込むレイアップを含む25点のハイスコアを記録した。ボストン大学との試合で、残り2秒で決勝点となる3ポインターを決めて、79-78で勝利した。マイアミ大学ハリケーンズをリードしてシーズンを終え、１試合平均11.5得点を記録した。
マイアミ大学での1シーズンが終わった後、2018年のNBAドラフトにアーリーエントリーすることを宣言した。

### サンアントニオ・スパーズ
2018年6月21日に2018年のNBAドラフト、1順目18位でスパーズに指名され、7月11日に正式契約を結んだ。

### ロサンゼルス・レイカーズ
2022年7月6日にロサンゼルス・レイカーズと1年650万ドルの契約を結んだ。

### ブルックリン・ネッツ
2023年7月10日にブルックリン・ネッツと契約した。

### BCジャルギリス
2024年8月28日、ボストン・セルティックスとエグジビット10契約を結んだが、10月19日、セルティックスからウェイブされた。
2024年10月31日、ユーロリーグとLKLに所属するBCジャルギリスへの加入が発表された。契約期間はシーズン終了までとなっている。
11月8日に行われたユーロリーグのFCバイエルン・ミュンヘン戦では13分の出場で、放ったシュート全て決まらず無得点とほろ苦いデビュー戦となったが、10日に行われたLKLのBCネプトゥーナス戦ではこの試合チームの最多得点者となる19得点を決め、チームの勝利に大きく貢献した。
ジャルギリスでは、LKLで10試合に出場し、1試合平均17.5分の出場で、12.8得点、2.5リバウンド、1.8アシスト、スリーポイント成功率54.0パーセント、フリースロー成功率71.4パーセント、ユーロリーグでは19試合に出場し、1試合平均22.3分の出場で13.6得点、3.2リバウンド、1.9ターンオーバー、1.8アシスト、フィールドゴール成功率38.7パーセント、スリーポイント成功率33.1パーセント、フリースロー成功率85.7パーセントという成績を残した。LKLで出場した10試合は全てチームが勝利している。

### フィラデルフィア・76ers
2025年2月、BCジャルギリスからフィラデルフィア・76ersへの移籍が発表された。

## 個人成績

### NBA

#### レギュラーシーズン
| シーズン | チーム | GP  | GS | MPG  | FG%  | 3P%  | FT%  | RPG | APG | SPG | BPG | PPG  |
| -------- | ------ | --- | -- | ---- | ---- | ---- | ---- | --- | --- | --- | --- | ---- |
| 2018–19  | SAS    | 17  | 0  | 6.9  | .348 | .385 | .800 | 1.0 | .5  | .4  | .2  | 2.6  |
| 2019–20  | SAS    | 61  | 12 | 16.2 | .426 | .406 | .721 | 2.3 | 1.1 | .5  | .2  | 6.4  |
| 2020–21  | SAS    | 60  | 38 | 25.4 | .420 | .355 | .814 | 2.6 | 1.7 | .5  | .3  | 11.2 |
| 2021–22  | SAS    | 70  | 6  | 23.0 | .407 | .314 | .784 | 2.6 | 2.2 | .6  | .3  | 12.1 |
| 2022–23  | LAL    | 56  | 32 | 23.2 | .448 | .365 | .858 | 1.9 | 1.1 | .5  | .3  | 11.7 |
| 2023–24  | BKN    | 58  | 0  | 17.4 | .423 | .384 | .763 | 2.2 | 1.3 | .6  | .3  | 9.7  |
| 2024–25  | PHI    | 20  | 7  | 23.9 | .420 | .354 | .800 | 3.2 | 2.5 | .5  | .3  | 12.4 |
| 通算     | 通算   | 342 | 95 | 20.5 | .422 | .356 | .795 | 2.3 | 1.5 | .5  | .3  | 10.0 |

#### プレーオフ
| シーズン | チーム | GP | GS | MPG  | FG%  | 3P%  | FT%  | RPG | APG | SPG | BPG | PPG |
| -------- | ------ | -- | -- | ---- | ---- | ---- | ---- | --- | --- | --- | --- | --- |
| 2019     | SAS    | 6  | 0  | 3.5  | .375 | .000 | ---  | .3  | .5  | .0  | .0  | 1.0 |
| 2023     | LAL    | 13 | 0  | 13.8 | .483 | .382 | .750 | .9  | .8  | .5  | .1  | 6.2 |
| 通算     | 通算   | 19 | 1  | 10.5 | .471 | .371 | .750 | .7  | .7  | .4  | .1  | 1.0 |

### カレッジ
| シーズン | チーム   | GP | GS | MPG  | FG%  | 3P%  | FT%  | RPG | APG | SPG | BPG | PPG  |
| -------- | -------- | -- | -- | ---- | ---- | ---- | ---- | --- | --- | --- | --- | ---- |
| 2017–18  | マイアミ | 32 | 18 | 27.8 | .415 | .346 | .738 | 2.6 | 1.9 | .9  | .5  | 11.5 |

## プレースタイル
短時間に爆発的な活躍をすることが多く、スタートローテーションからではなくシックスマンとしてゲームチェンジャー(流れを変える)的な役目や、流れのまま突き放したい場面に登場する。身体能力が高いだけでなく、シュートレンジも広いため勢いがある時には非常に止めるのに苦労する選手。反面、チームディフェンスは苦手とし的確なローテーションを行うことが出来ず、スパーズ時代より課題とされている。

## 人物
2018年、地元の青年ブラックトップリーグ向けにアディダスのスニーカー300 足を寄付している。
ゾラ (Zola)　という犬を飼っており自身のインスタグラムで頻繁に登場させている。 PETAの広告キャンペーンでは一緒に連れて行き、駐車車両に犬を置き去りにしない様、人々に呼びかける等をしている。
2020年6月、トレードマークとなっていた長い髪を切り落とした。その際、幼年期より親族からの性的嫌がらせを頻繁に受けていたこと、トレードマークとなっていた髪を精神的苦痛への対処メカニズムとして伸ばしていたことを明らかにした。

## 脚註
1. ↑  “NBA Advanced Stats/Draft Combine”.   NBA.com (2018年). 2018年6月22日閲覧。
2. ↑  “2017 McDonald’s All-American Game boys rosters announced”. maxpreps (2017年1月15日). 2017年2月20日閲覧。
3. ↑  “Lonnie Walker recruiting profile”. espn. 2018-06-22 February 2017閲覧。 エラー: 閲覧日が正しく記入されていません。
4. ↑  http://www.miamiherald.com/sports/college/acc/university-of-miami/article207974329.html
5. ↑  http://collegehoopswatch.com/2018/04/07/miami-basketball-lonnie-walker-leaves-for-draft-canes-roster-could-shuffle/
6. ↑  “SPURS SIGN 2018 FIRST ROUND PICK LONNIE WALKER IV”.   nba.com/spurs/ (2018年7月11日). 2018年7月12日閲覧。
7. ↑  “Lakers Sign Lonnie Walker IV” (英語). www.nba.com. 2022年7月6日閲覧。
8. ↑  “Brooklyn Nets Sign Lonnie Walker IV”. 2023年7月17日閲覧。
9. ↑  “Free agent Lonnie Walker IV joins Celtics on 1-year deal”.   ESPN. 2024年8月28日閲覧。
10. ↑  “Boston Celtics Reportedly Release 6-Year NBA Player”.   si.com. 2024年10月19日閲覧。
11. 1 2  “Lonnie Walker joins Zalgiris”.   euroleaguebasketball.net. 2024年10月31日閲覧。
12. ↑  “Lonnie Walker IV goes scoreless in his EuroLeague debut”.   basketnews.com. 2024年11月8日閲覧。
13. ↑  “Lonnie Walker IV bounces back with 19 points in Zalgiris win”.   eurohoops.net. 2024年11月10日閲覧。
14. 1 2  “Game by game stats for Lonnie Walker - 2024-2025 Season”.   proballers (2025年2月9日). 2025年2月9日閲覧。
15. ↑  “Paskutinių minučių pokyčiai: Lonnie Walkeris palieka „Žalgirį“ ir grįžta į NBA”. tv3.lt. (2025年2月18日) 2025年2月20日閲覧。